# 수라함마르시

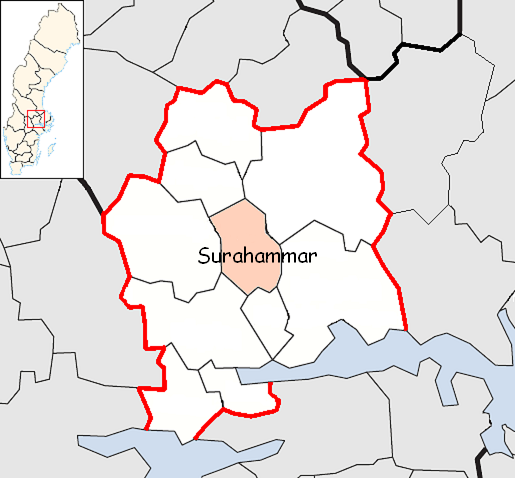
수라함마르 시의 위치

수라함마르시(스웨덴어: Surahammars kommun)는 스웨덴 베스트만란드주에 위치한 지방 자치체로 행정 중심지는 수라함마르이며 면적은 368.85km2, 인구는 10,059명(2016년 12월 31일 기준), 인구 밀도는 27명/km2이다.

시 문장